# فدراسیون بین‌المللی متخصصان زنان و زایمان
فدراسیون بین‌المللی متخصصان زنان و زایمان (فرانسوی: Fédération Internationale de Gynécologie et d'Obstétrique‎) یا به اختصار فیگو (FIGO) یک سازمان سازمان مردم‌نهاد بین‌المللی است که متخصصان بیماری‌های زنان و زایمان را در بیش از صد منطقه جهان نمایندگی می‌کند. این مؤسسه در ۲۶ ژوئیه ۱۹۵۴ در ژنو سوئیس، برای «ترویج سلامت کلی زنان و ارتقای استانداردهای عملی پزشکی زنان و زایمان» تأسیس شد. در حال حاضر ۱۳۲ انجمن علمی-حرفه‌ای («انجمن‌های ملی عضو») از متخصصان زنان و زایمان در سراسر جهان عضو این سازمان هستند. در ایران، «انجمن علمی متخصصین زنان و زایمان ایران» (نایگو) عضو این سازمان است.
مقر فیگو در ابتدا در ژنو سوئیس قرار داشت. امروزه مقر اصلی و دبیرخانه فیگو در لندن انگلستان واقع شده است.